# سمكة صفراء

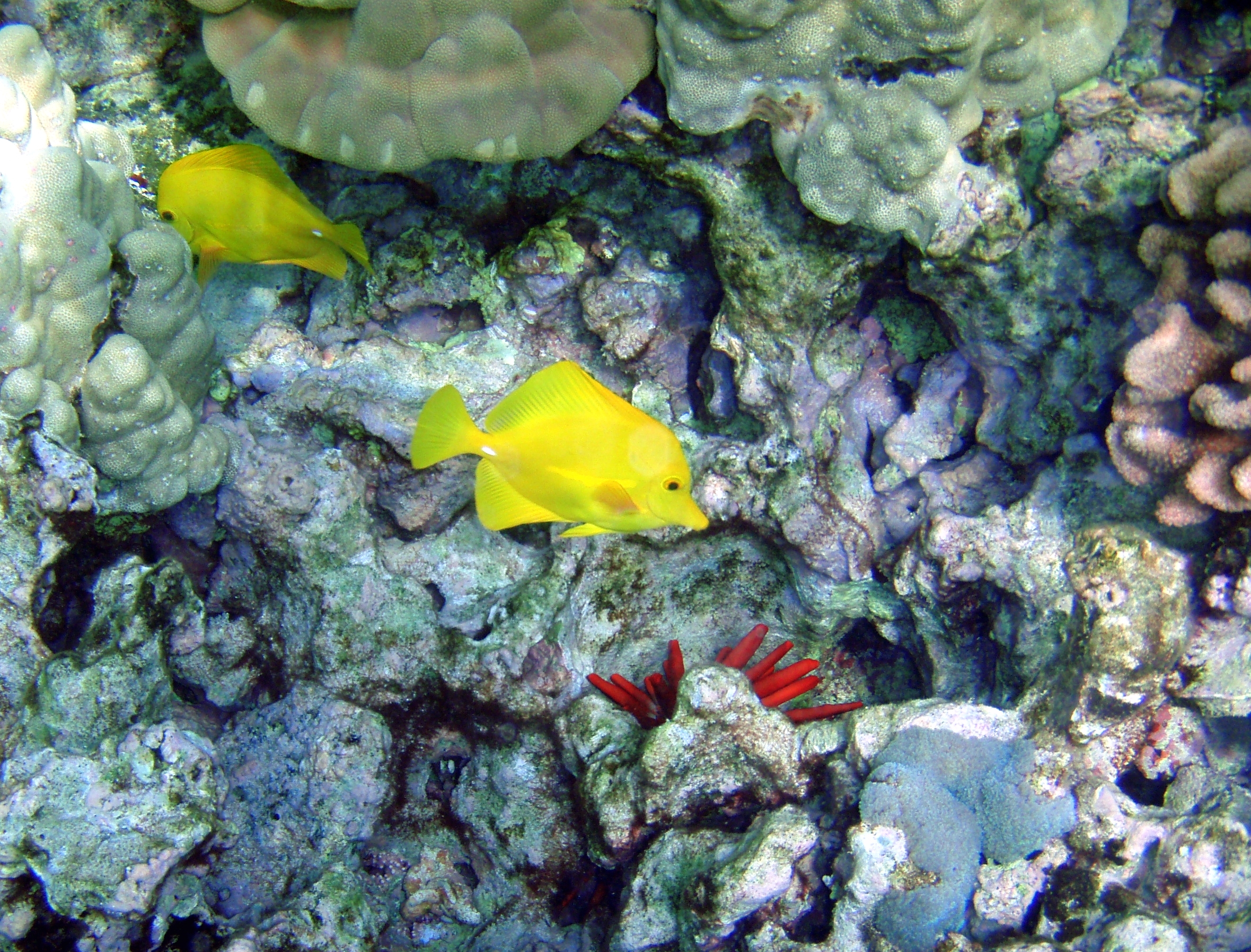
سمكة صفراء في موطنها الطبيعي في هاواي

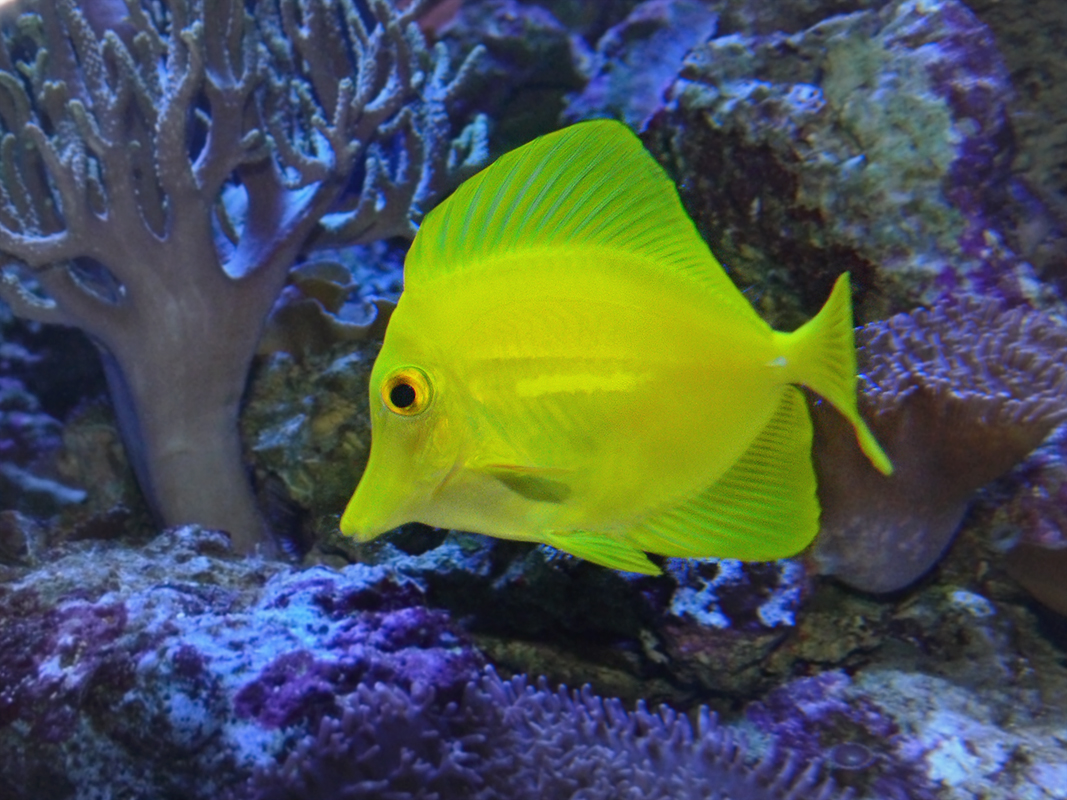
سمكة صفراء في حوض

السمكة الصفراء سمكة بحرية تعيش في المياه المالحة، وهي من الأسماك التي تربى في الأحواض بصورة شائعة جدا.

## الشكل والمظهر
يصل طول السمكة الصفراء البالغة إلى 20 سنتمترا، أما سمكها فيتراوح بين السنتمتر الواحد والاثنين فقط. الذكور البالغة تكون أكبر حجما من الإناث البالغة، وكل الأسماك الصفراء تشترك في لونها الأصفر الساطع، في الليل يبدأ اللون الأصفر بالشحوب قليلا، وتظهر عليها بقعة بنية في وسطها بالإضافة إلى شريط عرضي أبيض اللون، وعندما يسطع ضوء النهار تستعيد الأسماك لونها الأصفر بسرعة.
شكل الأسماك الصفراء يشبه السهم، بسبب زعانفها الظهرية والبطنية والتي تكون كأنها امتداد لجسمها، وفمها الطويل الذي يشبه الخرطوم الذي تستخدمه لأكل الطحالب، كما تمتلك هذه الأسماك عمودا فقريا دقيقا قريبا من ذيلها. تنتشر تربية الأسماك الصفراء في أحواض السمك، وذلك لنشاطها وحيويتها وجرأتها، إضافة إلى أنها ليست عدائية عندما توضع مع أسماك من أصناف أخرى.

## الغذاء
في البرية تأكل الأسماك الصفراء من الطحالب التي تنمو على أرضيات البحار، إضافة إلى أنواع عديدة من النباتات البحرية، أما في الأسر فإنها تطعم غذاء مصنعا من اللحوم والأسماك، إلا أن هذا النوع من الغذاء قد يكون له تأثير صحي مريب على المدى الطويل. تعمل الأسماك الصفراء كمنظفات طبيعية، إذ تتغذى على الطحالب والأشنات التي تنمو على ظهور السلاحف البحرية.

## التوزيع والموطن
توجد الأسماك الصفراء عادة في المناطق الضحلة من البحار والمحيطات، على عمق يتراوح بين 2 إلى 46 مترا، وتعيش في المحيط الأطلسي والهندي وفي غرب هاواي وشرق اليابان، وتعتبر هاواي المكان الأكثر اصطيادا للأسماك الصفراء، حيث أن أكثر من 70 % من الأسماك الصفراء تصدر من هناك.

## في الأحواض
تربى الأسماك الصفراء في أحواض الأسماك بصورة شائعة جدا، حيث يمكنها أن تنمو ليصل طولها إلى عشرين سنتمترا، على الرغم من أن طولها الشائع في البرية هو خمسة عشر سنتمترا فقط. الحوض الذي تربى فيه هذه الأسماك يجب أن تكون سعته 75 غالونا على الأقل، ويفضل أن يكون بسعة تزيد على 100 غالون. يصعب في العادة إيجاد هذه الأسماك، وهي أسماك حساسة جدا لكثير من أمراض المياه المالحة، كما تعتبر أسماكا شبه عدوانية، وهي في العادة تنجح في التعايش مع أسماك شبه عدوانية أخرى حجمها قريب من حجمها. يمكن لهذه الأسماك أن ترافق غيرها على شكل أزواج أو جماعات في الأحواض الكبيرة (أكثر من 150 غالون)، حيث يمكن أن ترافق أسماكا أخرى كالأسماك الزرقاء وسمكة المهرج وسمكة التنين وثعبان البحر.